# Chapelle Sainte-Madeleine de Monistrol-d'Allier
La chapelle Sainte-Madeleine est une chapelle catholique française située à Monistrol-d'Allier, dans le département de la Haute-Loire.

## Localisation
La chapelle est située sur la commune de Monistrol-d'Allier, elle est accessible en empruntant le GR 65 ou par l'ancienne route de Saugues. 

## Historique
L'histoire de cette chapelle troglodytique et du culte s'y rattachant s'appuie avant tout sur une tradition plus ou moins légendaire. Une femme originaire de Saint-Alban empruntait un petit chemin longeant une grotte pour se rendre au Puy. En passant, elle aperçut une image de sainte Madeleine tenant une tête de mort. Croyant qu'elle avait été perdue par quelqu'un, elle la prit et la mit dans un livre, mais aux voyages suivants elle trouva la même image. Elle fit alors le vœu d'installer un oratoire à sainte Madeleine dans cette grotte si elle gagnait le procès qui la conduisait régulièrement au Puy. Un autre récit veut qu'un gouverneur du Puy passant par ce chemin fut désarçonné de son cheval et sauvé d'une chute dans le précipice par une prière à sainte Madeleine. En reconnaissance de ce miracle, il aurait fait construire devant la grotte une façade en pierre de Langeac avec fenêtres. Par ailleurs, un traité de 1312 mentionnerait la fréquentation de cette grotte depuis le XIIIe siècle, avec l'enterrement des fidèles à côté. Les archives notariales mentionnent des donations testamentaires pour faire dire des messes ou réparer la chapelle, entre 1682 et 1781. Au cours des fouilles effectuées en 1872 et 1873 sur les sépultures environnantes, des pièces de monnaie ont été trouvées, majoritairement datées de 1615 à 1631.
Le culte de cet oratoire semble directement issu de celui de la Sainte-Baume, où les restes de la sainte seraient restés enfouis avant d'être découverts par Charles d'Anjou en 1280, à la fois par la tradition orale et par l'existence autrefois de la maquette de la montagne conservée dans la chapelle. Il est probable que l'origine du culte est due à un fidèle de la région revenant d'un pèlerinage à la Sainte-Baume. Une datation médiévale pourrait s'appuyer sur le texte de 1312 qui mentionnerait la chapelle. Cependant, les éléments concrets retrouvés sur place permettent de confirmer l'existence du culte au début du XVIIe siècle (tombes, monnaies, legs). 
Un bâtiment devait exister au XVIIe siècle. Le style néoclassique de la façade a été utilisé surtout dans la deuxième moitié du XVIIIe siècle, et dans la région jusque dans les années 1840. Les balustres sont d'un modèle caractéristique du XVIIe siècle, mais peuvent également être des réemplois.

## Description
La chapelle se présente comme une façade fermant une cavité rocheuse. Au centre, une porte s'inscrit dans un encadrement à bossage à couvrement en anse de panier. Des battants en pin décapé et clouté ferment cette porte. Des moulurations droites délimitent six panneaux rectangulaires. Au-dessus d'une traverse dormante, un tympan plein en bois épouse l'encadrement surbaissé. Il est orné de motifs sculptés dans la masse. Deux baies de part et d'autre de la porte éclairent la nef. Au-dessus de ce niveau, un fronton triangulaire, percé en son centre d'un oculus, est occulté par un vitrail protégé par un grillage. Au sommet du fronton est fixée une petite croix en tuf rouge sur un petit socle en pierre. Des traces de peinture apparaissent sur certaines pierres. À l'intérieur, la nef parallèle à la façade et chapelle dans la profondeur côté ouest.